# Pteris gracillima
Pteris gracillima är en kantbräkenväxtart som beskrevs av Ren-Chang Ching och S. K. Wu. Pteris gracillima ingår i släktet Pteris och familjen Pteridaceae. Inga underarter finns listade.